# ماکارنا آچاگا
ماکارنا آچاگا (اسپانیایی: Macarena Achaga‎؛ ‏ تلفظ اسپانیایی: [makaˈɾena aˈtʃaɣa]؛ ‏ زادهٔ ۵ مارس ۱۹۹۲) بازیگر، خواننده، مدل، مجری تلویزیونی و یوتیوبر اهل آرژانتین است. وی از سال ۲۰۰۷ میلادی تاکنون مشغول فعالیت بوده‌است. وی مدتی برای کازموپالیتن کار می‌کرد و تصویرش نخستین بار در مجله این استایل چاپ شد.
از فیلم‌ها یا برنامه‌های تلویزیونی که وی در آن نقش داشته‌است، می‌توان به پدر عروس اشاره کرد.